# Jan Biały
Jan Biały, ps. Kadłub, Pokrywka (ur. 16 czerwca 1897 w Krakowie, zm. 2 października 1984 w Bytomiu) – pułkownik pilot Wojska Polskiego, oficer Armii Polskiej, Polskich Sił Zbrojnych, Armii Krajowej, dowódca 304 dywizjonu bombowego, uczestnik wojny polsko-bolszewickiej, kampanii wrześniowej, powstania warszawskiego, po wojnie więzień NKWD, UB, cichociemny. Znajomość języków: niemiecki, ukraiński, angielski. Zwykły Znak Spadochronowy nr 0189, Bojowy Znak Spadochronowy nr 1964.

## Życiorys
Uczył się w Gimnazjum św. Anny w Krakowie, w 1915 zdał egzamin dojrzałości. 

### I wojna światowa i wojna polsko-bolszewicka
W październiku 1915 roku wcielony do cesarskiej i królewskiej armii, od 1 stycznia do 15 marca 1916 roku w szkole oficerskiej w Opawie, następnie przydzielony do 57 pułku piechoty. Od marca 1916 na froncie rosyjskim, od 10 października 1916 roku jako dowódca plutonu na froncie włoskim. Od 1 listopada w niewoli, do końca I wojny światowej.
5 listopada 1918 roku wstąpił do armii gen. Józefa Hallera, przydzielony do 4, a potem 6 Pułku Strzelców Polskich, który po przetransportowaniu armii do Polski przemianowano na 6 Pułk Strzelców Pieszych, następnie na 48 pułk Strzelców Kresowych. Awansowany na stopień podporucznika ze starszeństwem od 5 listopada 1918 roku. Od 19 maja 1919 na froncie ukraińskim, od 15 czerwca 1919 roku na granicy śląskiej oraz na Pomorzu. Do lutego 1921 roku dowódca kompanii 48 Pułku Strzelców Kresowych 11 Dywizji Piechoty. Awansowany na stopień porucznika 20 marca 1920 roku ze starszeństwem od 1 czerwca 1919 roku. Od 19 maja 1920 roku na wojnie z bolszewikami.

### Okres międzywojenny
Od lutego do maja 1921 roku referent w Ministerstwie Spraw Wojskowych. Ukończył kurs doszkolenia w Szkole Podchorążych Piechoty w Warszawie i kurs instruktorów w Grudziądzu. Od grudnia 1923 roku do kwietnia 1926 jako oficer sztabu dowódcy piechoty dywizyjnej 11 Dywizji Piechoty w Stanisławowie. 
W 1925 roku uczestnik kursu obserwatorów lotniczych dla oficerów innych broni, od 20 marca 1926 kursu pilotażu w 3 Pułku Lotniczym w Poznaniu. Od 13 listopada 1926 roku do 20 maja 1927 roku uczestnik kursu pilotażu w Niższej Szkole Pilotów w Bydgoszczy. Naukę odbył na samolotach Caudron i Hanriot.
Od 11 czerwca 1926 roku przydzielony jako oficer ewidencyjno-personalny 11 Pułku Myśliwskiego w Lidzie. Od 16 lipca dowódca 113 Eskadry Myśliwskiej, w związku z rozformowaniem pułku przeniesionej do Krakowa, przemianowanej na 121 Eskadrę Myśliwską. Od 8 lipca 1929 roku jako oficer nadzoru technicznego 2 Pułku Lotniczego, od 9 października dowódca parku pułkowego. Od 13 października 1930v ponownie dowódca 121 Eskadry Myśliwskiej. Od listopada do początku lutego 1930 roku uczestnik kursu dowódców eskadr w Centrum Wyszkolenia Oficerów Lotnictwa w Dęblinie.

22 maja 1930 roku w wyniku ciężkiego wypadku lotniczego trafił do szpitala w Katowicach, potem w Krakowie, pomimo prawie 3 lat rehabilitacji nie powrócił do lotnictwa myśliwskiego. 20 października 1934 roku przydzielony jako oficer taktyczny do 24 Eskadry Rozpoznawczej. Od 31 stycznia do 4 marca 1935 roku, ponownie słuchacz kursu dowódców eskadr w CWOL w Dęblinie. Nocą 6/7 sierpnia 1935 roku uczestniczył w wypadku lotniczym, odniósł lekkie obrażenia, trafił na dziesięć dni do szpitala w Krakowie.

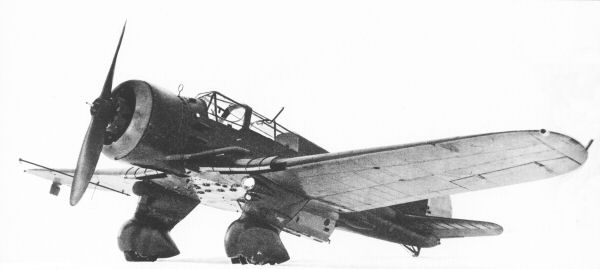
Samolot PZL.23 Karaś

Od 20 listopada 1935v dowódca 21 Eskadry Liniowej, od 3 listopada 1936 roku jako dowódca 26 Eskadry Towarzyszącej. Awansowany na stopień majora ze starszeństwem od 18 marca 1937 roku. Od 15 października 1937 roku uczestnik kursu w Centrum Wyszkolenia Piechoty w Rembertowie. Od 3 listopada 1937 roku słuchacz II kursu Wyższej Szkoły Lotniczej w Warszawie. Od listopada 1938 roku dowódca 1 Dywizjonu Liniowego 2 Pułku Lotniczego, od lata 1939 przemianowanego na II Dywizjon Bombowy Lekki w składzie Brygady Bombowej. Dywizjon dysponował dwiema eskadrami samolotów PZL.23 Karaś.

### II wojna światowa
W kampanii wrześniowej jako dowódca 2 Dywizjonu Bombowego Brygady Bombowej (lotniska: Sadków, Wsola k. Radomia, Marianów), uczestniczył w bombardowaniach niemieckich wojsk pancernych oraz bitwach powietrznych z niemieckimi myśliwcami Messerschmitt Bf 109. W wyniku dużych strat dywizjon 10 września rozwiązano, część samolotów przekazano VI Dywizjonowi Bombowemu, wraz z personelem ewakuowany na wschód. 
Po agresji sowieckiej 17 września 1939 roku wraz z podkomendnymi przekroczył granicę Rumunii, internowany w Tulczy. W dniu 9 października 1939 roku uciekł wraz z grupą osadzonych do Konstancy nad Morzem Czarnym, a po kilku dniach do rybackiego portu Balcic. Na greckim transportowcu Aghios Nikolaus 15 października około 800 ludzi wypłynęło z Balcic, 21 października statek wpłynął do portu w Bejrucie. Z Bejrutu po pobycie w koszarach Legii Cudzoziemskiej transport żołnierzy i lotników został w dniu następnym wyekspediowany na statku „Ville de Strasbourg”, 29 września dotarł do Marsylii (Francja). Nazajutrz wcześnie rano autobusami przewieziono lotników do miejscowości Salon-de-Provence, gdzie założono polski przejściowy obóz lotniczy. Wstąpił do Polskich Sił Zbrojnych na Zachodzie pod dowództwem francuskim, przydzielony do bazy lotniczej w Lyonie oraz Rennes. Od 4 marca 1940 roku dowódca grupy (131) polskich lotników. 3 maja 1940 awansowany na stopień podpułkownika.
Po klęsce Francji wraz z grupą 18 podoficerów i szeregowych dotarł do Marsylii, następnie statkiem do Casablanki potem do Glasgow (Wielka Brytania). Wstąpił do Polskich Siłach Powietrznych (numer służbowy RAF P-0001) w Wielkiej Brytanii, przydzielony do bazy w Blackpool i Bramcote, od 22 sierpnia 1940 roku dowódca 304 dywizjonu bombowego „Ziemi Śląskiej im. Ks. Józefa Poniatowskiego”. Od 22 grudnia 1940 roku w konsekwencji nieporozumień z doradcą RAF, S/Ldr Williamem M. Grahamem odszedł z dywizjonu. Następnie jako pilot w jednostce ferry, szkole strzelców pokładowych 2 BGS oraz szkole nawigatorów 2 AONS. Od 9 czerwca 1941 roku jako polski oficer łącznikowy przy 25 Flying Training Group. 29 stycznia 1943 przydzielony do 304 Dywizjonu Bombowego, jako drugi pilot rozpoczął morskie loty bojowe w poszukiwaniu U-Bootów.

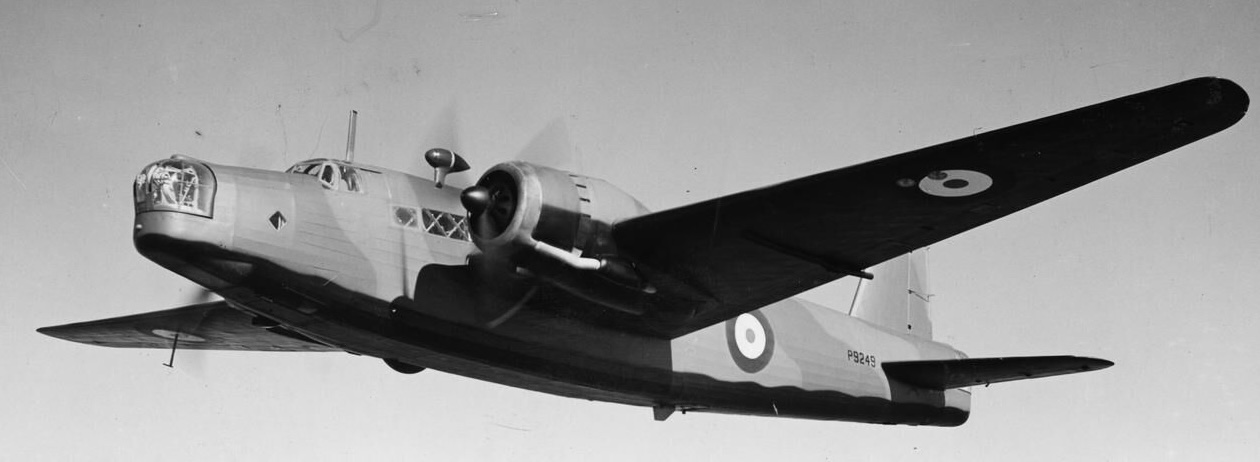
Bombowiec Vickers Willington Mk I

9 lutego 1943 roku jako drugi pilot, wraz z załogą: kpt. pil. Emil Ladro, por. naw. Stanisław Płachciński, kpr. rtg. Kazimierz Chłopicki, kpr. strz. Władysław Piskorski i plut. strz. Antoni Ulicki) na pokładzie bombowca Vickers Wellington uczestniczył w słynnej, 50 minutowej walce z 4 niemieckimi myśliwcami Junkers Ju 88. Załodze udało się powrócić na lotnisko w Predannack. Walka ta była najdłuższą, wygraną przez aliancki bombowiec potyczką z wrogiem, w walce ranny.
W połowie 1943 roku zgłosił się do służby w kraju. Przeszkolony ze specjalnością w lotnictwie na kursach specjalnych dla kandydatów na cichociemnych, m.in. dywersyjno – strzeleckim (STS 25, Garramour), podstaw wywiadu (STS 34, Bealieu), taktyczno-informacyjnym (Londyn), pilotażu i obsługi sprzętu niemieckiego: samolotów He 111H, Bf 110C oraz Ju 88A (1426 Enemy Aircraft Flight), spadochronowym (STS 51, Ringway), odprawowym (STS 43, Audley End), i in. Zaprzysiężony na rotę ZWZ/AK 5 listopada 1943 roku w Chicheley. Awansowany na stopień pułkownika 15 czerwca 1944 roku, ze starszeństwem od 28 kwietnia 1944 roku.
Skoczył ze spadochronem do okupowanej Polski w nocy 27/28 kwietnia 1944 roku w sezonie operacyjnym „Riposta”, w operacji lotniczej „Weller 21", z samolotu Liberator EV-978 „R” (1586 Eskadra PAF) na placówkę odbiorczą „Koza” 420 (kryptonim polski, brytyjskie oznaczenie numerowe pinpoints), w okolicach miejscowości Bychawka, Bystrzyca, 18 km od Lublina. Razem z nim skoczyli: mjr Jerzy Iszkowski ps. Orczyk, mjr Bronisław Lewkowicz ps. Kurs, kpt. Edmund Marynowski ps. Sejm.
Po aklimatyzacji do realiów okupacyjnych w Warszawie, przydzielony jako szef służb lotniczych do Wydziału Lotnictwa „Bociany” Oddziału III Komendy Głównej Armii Krajowej. Od lipca 1944 roku dowódca warszawskiej „Bazy Lotniczej Okęcie”.
W powstaniu warszawskim 1 sierpnia 1944 roku wraz z oddziałem próbował opanować lotnisko Okęcie, jednak bez sukcesu, oddział został zepchnięty w kierunku Włoch, uniemożliwiając powrót do Warszawy. W październiku 1944 roku w Krakowie, po nawiązaniu kontaktu z cichociemnym płk. Romanem Rudkowskim „Rudym” mianowany zastępcą szefa Wydziału Lotnictwa KG AK.

### Po wojnie
2 lutego 1945 roku w Krakowie aresztowany przez NKWD. Osadzony w więzieniu w Krakowie przy ul. Montelupich, następnie w Częstochowie, Bytomiu, Łodzi, Poznaniu i Rawiczu. 5 października 1945 roku zwolniony. 
W maju 1946 roku wyjechał przez zieloną granicę do Niemiec. Od 29 maja 1945 roku w Wielkiej Brytanii, ponownie wstąpił do Polskich Sił Powietrznych, przydzielony do bazy Dunholme Lodge, później Lincoln. Po demobilizacji ukończył kurs hotelarsko-gastronomiczny. 
10 czerwca 1948 roku wraz z żoną Zdzisławą oraz synem Januszem powrócił do Polski, osiadł w Bytomiu. Od 1949 roku jako inspektor BHP, następnie referent planowania pracował w Centralnym Zarządzie Przemysłu Ceramiki Budowlanej Przemysłu Węglowego w Katowicach. 
W październiku 1952 roku aresztowany przez UB przez kilka miesięcy przetrzymywany w więzieniach w Bytomiu i Katowicach. Zwolniony w marcu 1953 roku. Rozpoczął pracę jako inspektor planowania w Przedsiębiorstwie Materiałów Budowlanych Przemysłu Węglowego w Bytomiu. Dorabiał do pensji ucząc j. angielskiego. W 1961 roku przeszedł na emeryturę. Zmarł 2 października 1984 w Bytomiu. Pochowany na cmentarzu parafialnym Mater Dolorosa w Bytomiu.

## Awanse
- podporucznik – ze starszeństwem od 5 listopada 1918
- porucznik – 20 marca 1920, ze starszeństwem od 1 czerwca 1919
- kapitan – 18 lutego 1930 ze starszeństwem od 1 stycznia 1930 i 1. lokatą w korpusie oficerów aeronautycznych
- major – ze starszeństwem od 18 marca 1937 i 7. lokatą w korpusie oficerów lotnictwa, grupa liniowa[17]
- podpułkownik – 3 maja 1940
- pułkownik – 15 czerwca 1944, ze starszeństwem od 28 kwietnia 1944
- oficer dyplomowany – 1 września 1944[3]

## Ordery i odznaczenia
- Krzyż Srebrny Orderu Virtuti Militari nr 8399
- Krzyż Walecznych – trzykrotnie, „za czyny męstwa i odwagi wykazane w bojach toczonych w latach 1918–1921”[17]
- Krzyż Walecznych – dwukrotnie, „za czyny męstwa i odwagi wykazane w wojnie rozpoczętej 1 września 1939 roku”
- Medal Lotniczy – czterokrotnie
- Złoty Krzyż Zasługi z Mieczami – za działalność w AK
- Srebrny Krzyż Zasługi – 10 listopada 1928[18][17]
- Krzyż Partyzancki[19]
- Krzyż Armii Krajowej[19]
- Warszawski Krzyż Powstańczy[19]
- Polowa Odznaka Pilota nr 1297
- Odznaka za Rany i Kontuzje[20]

## Życie rodzinne
Syn Józefa adwokata i Jadwigi z domu Szymoniak z rodziny nauczycielskiej. W 1938 zawarł związek małżeński ze Zdzisławą z domu Szkonter (ur. 1915), łączniczką AK. Mieli syna Janusza (1939-1966), lekarza.

## Upamiętnienie

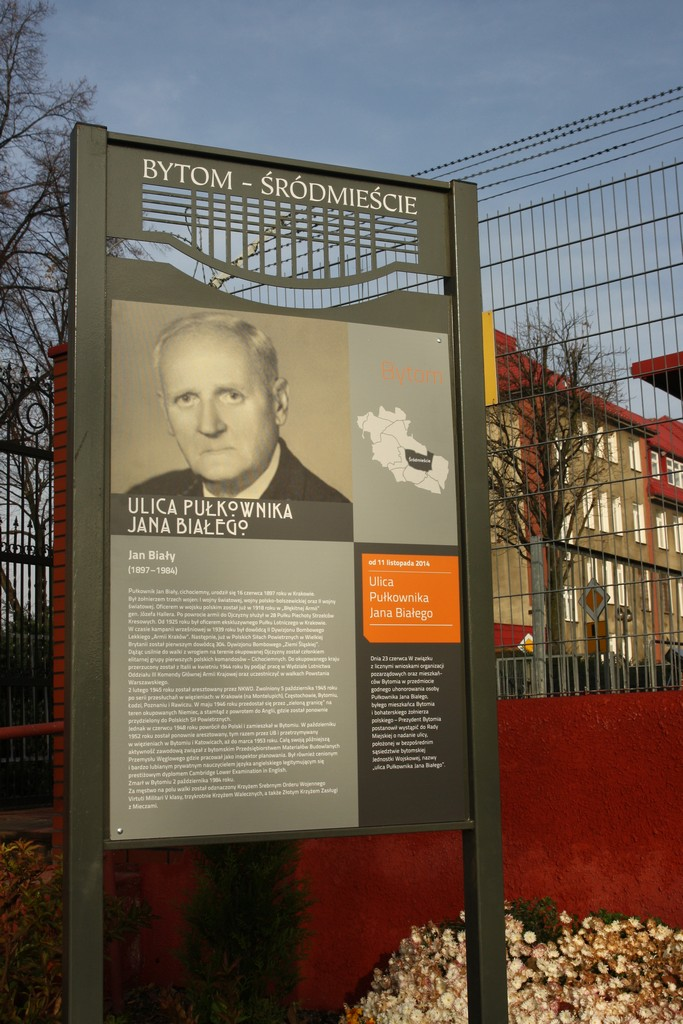
Tablica pamiątkowa poświęcona pułkownikowi Janowi Białemu przy ulicy jego imienia

2 marca 2013 roku na elewacji kamienicy przy bytomskiej ulicy Jagiellońskiej 19, w której mieszkał pułkownik Jan Biały, odsłonięto pamiątkową tablicę z napisem: W tym domu w latach 1948–1984 mieszkał płk dypl. pilot Jan Biały ps. Kadłub (1897–1984). Żołnierz I wojny światowej, wojny polsko-bolszewickiej i II wojny światowej. Od 1918 roku oficer „Błękitnej Armii” gen. Józefa Hallera, następnie w 28. Pułku Piechoty Strzelców Kresowych. Od 1925 roku oficer Pułku Lotniczego w Krakowie. W czasie kampanii wrześniowej dowódca II Dywizjonu Bombowego Lekkiego Armii „Kraków”. Pierwszy dowódca 304. Dywizjonu Bombowego „Ziemi Śląskiej” im. ks. Józefa Poniatowskiego w Polskich Siłach Powietrznych w Wielkiej Brytanii. Cichociemny, uczestnik Powstania Warszawskiego. Za męstwo na polu walki odznaczony Krzyżem Srebrnym Orderu Wojennego Virtuti Militari V klasy, trzykrotnie Krzyżem Walecznych, Złotym Krzyżem Zasługi z Mieczami.
2–3 marca 2013 roku w ramach X Międzynarodowego Festiwalu Plastikowych Modeli Redukcyjnych Bytom 2013 rozegrano po raz pierwszy Memoriał płk. Jana Białego (za najciekawszy model samolotu związany z osobą płk. Białego), który wygrał Aleksander Górka z modelem samolotu PZL 23 B Karaś. 15–16 marca 2014 roku zwycięzcą II Memoriału został Dariusz Sommerfeld za model Vickers Wellington Mk II.
Uchwałą Nr XXXIII/454/14 Rady Miejskiej w Bytomiu z dnia 23 czerwca 2014 roku dotychczasowa ulica Aleksandra Fredry została przemianowana na ulicę Pułkownika Jana Białego. Uroczyste otwarcie ulicy i odsłonięcie tablicy pamiątkowej odbyło się 10 listopada 2014 roku.